# Мерідіан (Колорадо)
Мерідіан (англ. Meridian) — переписна місцевість (CDP) в США, в окрузі Дуглас штату Колорадо. Населення — 4786 осіб (2020).

## Географія
Мерідіан розташований за координатами 39°32′20″ пн. ш. 104°50′51″ зх. д. / 39.53889° пн. ш. 104.84750° зх. д. (39.538773, -104.847469).  За даними Бюро перепису населення США в 2010 році переписна місцевість мала площу 2,34 км², уся площа — суходіл.

## Демографія
Згідно з переписом 2010 року, у переписній місцевості мешкало 2970 осіб у 1580 домогосподарствах у складі 652 родин. Густота населення становила 1269 осіб/км².  Було 1735 помешкань (741/км²).
Расовий склад населення:
| - 80,0 % — білих - 11,2 % — азіатів - 3,1 % — чорних або афроамериканців - 0,2 % — корінних американців - 2,4 % — осіб інших рас |

До двох чи більше рас належало 3,0 %. Частка іспаномовних становила 8,3 % від усіх жителів.
За віковим діапазоном населення розподілялося таким чином: 17,6 % — особи молодші 18 років, 76,1 % — особи у віці 18—64 років, 6,3 % — особи у віці 65 років та старші. Медіана віку мешканця становила 31,7 року. На 100 осіб жіночої статі у переписній місцевості припадало 90,6 чоловіків;  на 100 жінок у віці від 18 років та старших — 86,3 чоловіків також старших 18 років.
Середній дохід на одне домашнє господарство  становив 89 762 долари США (медіана — 74 063), а середній дохід на одну сім'ю — 103 676 доларів (медіана — 87 607). За межею бідності перебувало 6,8 % осіб, у тому числі 7,8 % дітей у віці до 18 років та 6,1 % осіб у віці 65 років та старших.
Цивільне працевлаштоване населення становило 1926 осіб. Основні галузі зайнятості: науковці, спеціалісти, менеджери — 31,8 %, фінанси, страхування та нерухомість — 13,4 %, освіта, охорона здоров'я та соціальна допомога — 11,1 %.